# Aethes bomonana
Aethes bomonana es una especie de polilla del género Aethes, categorizada en la tribu Cochylini, de la subfamilia Tortricinae.

## Distribución
Se distribuye por Estados Unidos.

## Taxonomía
Fue descrita por Kearfott en 1907 y publicada en (Phalonia), Trans. Am. ent. Soc 33: 75.